# Pierre Guilhemon
Pierre Guilhemon, alias Ambreuil, est un résistant français de la Seconde Guerre mondiale, Compagnon de la Libération, né le 6 novembre 1904 à Ghisoni, décédé le 28 février 1989 à Chalon-sur-Saône.
En 1939, il s’installe en Saône-et-Loire, à Varennes-le-Grand.
Refusant l'armistice, Pierre Guilhemon entre rapidement dans la Résistance. 
Il participe, dans le cadre du réseau Brandy de Christian Martell, avec Mary-Basset et André Jarrot, à la récupération de plus de 4 000 prisonniers évadés, agents des Forces françaises combattantes ou aviateurs britanniques et américains, qu'il conduisent jusqu'à la frontière espagnole.
En 1942, sous le pseudonyme d'"Ambreuil", il est chargé des réseaux d'évasion mis en place en France dans la région de Chalon-sur-Saône par le Bureau central de renseignements et d'action (BCRA), les services secrets de la France Libre. C'est sous son impulsion que s'organisent, à partir du mois d'août 1943, les premiers groupes francs de Saône-et-Loire et de l'Ain.
Pierre Guilhemon prend ensuite, notamment avec André Jarrot et Mary-Basset, dans le cadre de la mission Armada, une part active aux actions de sabotage dirigées contre les postes de transformation électrique du Creusot, de Tournus, de Germolles, contre les lignes à haute tension de Saône-et-Loire et contre le barrage de Gigny-sur-Saône dont la réussite extraordinaire porte un grave coup à l'industrie de guerre allemande sur le territoire français.

## Décorations
- Chevalier de la Légion d'honneur
- Compagnon de la Libération par décret du 16 juin 1944[1]
- Croix de guerre 1939–1945
- King's Medal for Courage in the Cause of Freedom (GB)